# Шлинг, Отто
Отто Шлинг (чеш. Otto Šling; 24 августа 1912, Нова-Церекев — 3 декабря 1952, Прага) — чехословацкий коммунистический политик, в 1946—1950 годах — член ЦК Компартии Чехословакии. Занимал видные посты в партийном аппарате, был секретарём КПЧ в Брно. Осуждён по процессу Сланского и казнён через повешение. Реабилитирован в 1963 году.

## Коммунист-интернационалист
Родился в семье предпринимателя-промышленника. Эмиль Шлинг, отец Отто Шлинга, был выходцем из Германии еврейского происхождения и владел бумажной фабрикой — однако позиционировался как чех и активно поддерживал социал-демократическую партию. В 1942 Шлинг-старший был арестован гестапо и погиб в концлагере Малый Тростенец.
Отто Шлинг окончил немецкую школу в Теплице. С детства он придерживался коммунистических взглядов, в 12 лет примкнул к детской коммунистической организации. В 1930 вступил в Компартию Чехословакии (КПЧ). Интересно, что социал-демократ Эмиль Шлинг был недоволен коммунистической активностью сына, однако платил за него партийные взносы.
В 1936 Отто Шлинг, прервав учёбу на медицинском факультете Карлова университета, Отто Шлинг отправился с интербригадой в Испанию. В качестве военврача участвовал в испанской гражданской войне на стороне республиканцев, был ранен в одном из боёв. После победы франкистов в 1939 Шлинг перебрался в Лондон.
Годы Второй мировой войны Отто Шлинг провёл в Великобритании. Представлял КПЧ при Чехословацком правительстве в изгнании. Именно Шлинг инициировал объявление 17 ноября — дата казни нацистами группы чехословацких студентов — Международным днём студента.

## Партийный функционер
В 1945 Отто Шлинг вернулся в Чехословакию. Занимал различные посты в аппарате КПЧ, возглавлял партийную организацию в Брно. С 1946 — член ЦК КПЧ. В 1946—1950 был депутатом Учредительного и Национального собрания. Активно участвовал в февральском перевороте 1948, организовывал коммунистические формирования в Брно.
Особые усилия Шлинг предпринимал для популяризации КПЧ среди молодёжи. Он инициировал кампанию Mládež vede Brno — «Молодёжь ведёт Брно»: целенаправленное продвижение на руководящие посты неопытных, но преданных партии (и руководителю лично) молодых людей. Из молодых рабочих было сформировано военизированное подразделение, подчинённое Шлингу как партийному секретарю, в значительной степени заменившее полицию и не скоординированное с другими формированиями партийной милиции КПЧ.
Отто Шлинг был влиятельным деятелем КПЧ. В своём регионе он обладал практически неограниченной властью, за что получил прозвище Маркграф Моравский. Отличался энергией и темпераментом, амбициями, харизмой, весёлым характером, был очень способным организатором. Пристальное внимание уделял он пропаганде собственных достижений. В то же время партийное руководство отмечало, что именно в Брно антикоммунистические силы проявляли особую активность и электоральные результаты КПЧ были ниже, чем в других регионах.
Примером такого рода стали события 6 февраля 1946. На Моравской площади Брно произошла студенческая демонстрация в поддержку офицера-оппозиционера Владимира Шоффра. Секретарь КПЧ Шлинг бросил против них отряд коммунистических активистов, возникла массовая драка, подавлять беспорядки пришлось силами Корпуса национальной безопасности. Результатом стал подрыв влияния КПЧ в Брно.
Отто Шлинг был полностью лоялен председателю КПЧ и президенту Чехословакии Клементу Готвальду. Но наиболее близкие отношения и тесные связи он поддерживал с генеральным секретарём Рудольфом Сланским.

## Арест, суд, казнь
К 1950 Клемент Готвальд и его ближайшее окружение — премьер-министр Антонин Запотоцкий, министр обороны Алексей Чепичка, министр иностранных дел Вильям Широкий, министр информации Вацлав Копецкий, министр внутренних дел Вацлав Носек — приняли политическое решение о масштабной репрессивной кампании. Главный её элемент состоял в партийной чистке. Ставилась задача привести к повиновению либо устранить потенциальные элементы внутрипартийной фронды — представителей довоенной генерации КПЧ, молодых интеллектуалов, бойцов интербригад. Эти группы рассматривались партийной верхушкой как неблагонадёжные, поскольку обладали собственным политическим опытом и заслугами, претендовали на самостоятельность, выдвигали свои альтернативные мнения. Значительную часть из них составляли лица еврейской национальности, что придавало кампании соответствующий уклон.
Отто Шлинг соответствовал буквально всем названным критериям. Закономерно, что он был арестован первым — 6 октября 1950. Арест Шлинга производил Антонин Прхал.
Следователи Министерства национальной безопасности предъявили Отто Шлингу ряд политических обвинений — в антигосударственной деятельности, государственной измене, заговоре против Готвальда и Сланского, титоизме, шпионаже (этому способствовало длительное пребывание Шлинга в Лондоне и сохранение соответствующих связей)), наконец, в сионизме и связях с Израилем. На допросах Шлинг подвергался психологическому давлению и физическим пыткам.
Довольно быстро Шлинга сумели принудить к сотрудничеству со следствием. Сланский подчёркнуто дистанцировался от бывшего товарища. Со своей стороны, Шлинг стал интенсивно давать показания на Сланского. 23 ноября 1951 Сланский был арестован, в результате чего изменился весь сценарий: теперь бывший генеральный секретарь был определён в главари заговора против Готвальда.
20—27 ноября 1952 в Праге состоялся процесс Сланского — суд над четырнадцатью бывшими высокопоставленными функционерами КПЧ. На последнем заседании с Шлингом произошёл казус — из-за отсутствия ремня, отобранного в тюрьме, с него упали брюки. Это вызвало смех в зале, причём громче всех смеялся сам Шлинг — последнее проявление его личностных особенностей.
Одиннадцать подсудимых, в том числе Рудольф Сланский и Отто Шлинг, были приговорены к смертной казни и повешены 3 декабря 1952 в пражской тюрьме Панкрац. Последними словами Шлинга было пожелание успехов КПЧ и лично президенту Готвальду.

## Тайная реабилитация
В 1962 руководство КПЧ во главе с Антонином Новотным учредило специальную комиссию по пересмотру политических дел начала 1950-х годов. 27 ноября 1962 председатель комиссии Драгомир Кольдер выступил с закрытым докладом, из которого явствовала сфабрикованность обвинений и необоснованность приговоров — в том числе в отношении Отто Шлинга.
В 1963 был реабилитирован. При этом деятельность комиссии Кольдера была сугубо секретной, информация и решения не подлежали обнародованию. Публичное заявление на этот счёт было сделано лишь в 1968, во время Пражской весны.

## Семья и личная жизнь
Находясь в Лондоне, в 1941 Отто Шлинг женился на британской коммунистке Мэриэн Вильбрахам (Мариане Шлинговой). В браке имел двух сыновей — Яна и Карела.
Мариана Шлингова была арестована в 1950 году. После двухлетнего заключения освобождена, но находилась под наблюдением госбезопасности, затем вернулась на родину. В 1968 она издала автобиографическую книгу, в которой подробно описала совместный путь с Отто Шлингом. Скончалась в 2010, в возрасте 97 лет.
Ян Шлинг и Карел Шлинг стали диссидентами в ЧССР. В 1977 Карел Шлинг подписал Хартию-77. Оба также высланы в Великобританию — Ян в 1972, Карел в 1984.
Внебрачные отношения связывали Отто Шлинга с Марией Швермовой, членом Президиума ЦК КПЧ. Внимания Швермовой домогался также могущественный министр Вацлав Копецкий. Её отказ сделал Копецкого непримиримым врагом Швермовой и Шлинга. В 1951 году Швермову арестовали, и пропагандистский аппарат Копецкого обрушил волну оскорблений и обличений «грязного романа Швермовой со Шлингом».
В 1954 Мария Швермова была приговорена к пожизненному заключению как «сообщница Шлинга». Освобождена и реабилитирована в 1956. Стала диссиденткой в ЧССР, подписала Хартию-77. Скончалась после Бархатной революции в возрасте 89 лет.